# Jay Nash McCrea
Jay Nash McCrea (15 de janeiro de 1887 — 20 de setembro de 1959) foi um ciclista olímpico estadunidense. Representou sua nação em dois eventos nos Jogos Olímpicos de Verão de 1904.